# Сан-Дієго
Сан-Діє́го або Сан-Діє́ґо (англ. San Diego) — місто (англ. city) на південному заході США у регіоні Південна Каліфорнія на березі Тихого океану, адміністративний центр округу Сан-Дієго. Населення — 1 386 932 особи (2020). Восьме за розміром місто США та друге за розміром місто у штаті Каліфорнія з населенням 1 307 402 особи (2010). Разом з приміськими округами населення становить 2 880 000 чоловік, що робить Сан-Дієго третьою за розміром агломерацією у Каліфорнії. Сан-Дієго займає 33 місце серед найбагатших міст у світі. Місто назване на честь Дієго з Алькали. У місті є музейний корабель — авіаносець США «Мідуей», останньою операцією якого була «Буря в пустелі».

## Географія
Сан-Дієго розташований на кордоні з Мексикою — на півдні з ним межує мексиканське місто Тіхуана, на заході — узбережжя Тихого океану, на сході — відроги гір Сан-Ісідро.
За даними Бюро перепису населення США в 2010 році місто мало площу 964,51 км², з яких 842,23 км² — суходіл та 122,27 км² — водойми.
Місто додано у список американських міст з найбільш забрудненим повітрям

### Клімат
| Клімат Сан-Дієго                              | Клімат Сан-Дієго | Клімат Сан-Дієго | Клімат Сан-Дієго | Клімат Сан-Дієго | Клімат Сан-Дієго | Клімат Сан-Дієго | Клімат Сан-Дієго | Клімат Сан-Дієго | Клімат Сан-Дієго | Клімат Сан-Дієго | Клімат Сан-Дієго | Клімат Сан-Дієго | Клімат Сан-Дієго |
| Показник                                      | Січ.             | Лют.             | Бер.             | Квіт.            | Трав.            | Черв.            | Лип.             | Серп.            | Вер.             | Жовт.            | Лист.            | Груд.            | Рік              |
| Абсолютний максимум, °C                       | 31,1             | 32,2             | 37,2             | 36,7             | 36,7             | 38,3             | 37,8             | 36,7             | 43,9             | 41,7             | 37,8             | 31,1             | 43,9             |
| Середній максимум, °C                         | 18,4             | 18,3             | 18,7             | 19,7             | 20,3             | 21,6             | 23,7             | 24,7             | 24,4             | 22,7             | 20,6             | 18,2             | 20,9             |
| Середня температура, °C                       | 13,9             | 14,4             | 15,2             | 16,5             | 17,8             | 19,1             | 21,1             | 22,0             | 21,4             | 19,3             | 16,3             | 13,6             | 17,6             |
| Середній мінімум, °C                          | 9,4              | 10,4             | 11,8             | 13,3             | 15,2             | 16,7             | 18,6             | 19,3             | 18,4             | 15,9             | 12,0             | 9,1              | 14,2             |
| Абсолютний мінімум, °C                        | −3,9             | 1,1              | 2,2              | 3,9              | 7,2              | 10,0             | 12,2             | 12,2             | 10,0             | 6,1              | 2,2              | 0,0              | −3,9             |
| Температура води, °C                          | 15               | 15               | 15               | 15               | 16               | 17               | 19               | 20               | 20               | 19               | 18               | 16               | 17               |
| Норма опадів, мм                              | 50               | 58               | 46               | 20               | 3                | 2                | 1                | 1                | 4                | 15               | 26               | 39               | 265              |
| --------------------------------------------- | ---------------- | ---------------- | ---------------- | ---------------- | ---------------- | ---------------- | ---------------- | ---------------- | ---------------- | ---------------- | ---------------- | ---------------- | ---------------- |
| Джерело: Погода й клімат, World Climate Guide |                  |                  |                  |                  |                  |                  |                  |                  |                  |                  |                  |                  |                  |

## Історія
У XVI столітті на території міста Сан-Дієго жили індіанці племені кумеяй. Першим європейцем, що зайшов до затоки Сан-Дієго, був Хуан Родрігес Кабрільо, який назвав порт Сан-Мігель. У листопаді 1602 року Себастьян Віскаїно обстежив гавань і дав їй нинішню назву, на честь Святого Дієго Алькалайського. У 1769 р. Гаспар Портола заснував тут фортецю, а францисканці, під керівництвом Хуніперо Серри заснували місію, яка вже до 1797 р. налічувала майже півтори тисячі новонавернених. Після отримання Мексикою незалежності у 1823 р. місія потрапила у державне управління. Після Американо-мексиканської війни місто Сан-Дієго за договором Гвадалупе Ідальго разом із Каліфорнією було приєднано до США.

## Демографія
Згідно з переписом 2010 року, у місті мешкали 1 307 402 особи в 483 092 домогосподарствах у складі 285 221 родини. Густота населення становила 1356 осіб/км². Було 516033 помешкання (535/км²).
Расовий склад населення:
| - 58,9 % — білих - 15,9 % — азіатів - 6,7 % — чорних або афроамериканців - 0,6 % — корінних американців - 0,5 % — вихідців з тихоокеанських островів - 12,3 % — осіб інших рас |

До двох чи більше рас належало 5,1 %. Частка іспаномовних становила 28,8 % від усіх жителів.
За віковим діапазоном населення розподілялося таким чином: 21,4 % — особи молодші 18 років, 67,9 % — особи у віці 18—64 років, 10,7 % — особи у віці 65 років та старші. Медіана віку мешканця становила 33,6 року. На 100 осіб жіночої статі у місті припадало 102,1 чоловіків; на 100 жінок у віці від 18 років та старших — 101,2 чоловіків також старших 18 років.
Середній дохід на одне домашнє господарство становив 90 052 долари США (медіана — 66 116), а середній дохід на одну сім'ю — 103 687 доларів (медіана — 78 321). Медіана доходів становила 53 286 доларів для чоловіків та 45 800 доларів для жінок. За межею бідності перебувало 15,4 % осіб, у тому числі 20,3 % дітей у віці до 18 років та 9,9 % осіб у віці 65 років та старших.
Цивільне працевлаштоване населення становило 656 577 осіб. Основні галузі зайнятості: освіта, охорона здоров'я та соціальна допомога — 22,5 %, науковці, спеціалісти, менеджери — 16,2 %, мистецтво, розваги та відпочинок — 12,6 %, роздрібна торгівля — 9,9 %.

## Транспорт
Місто обслуговує розвинена мережа ліній швидкісного трамваю що відкрилася у 1981 році. Мережа стала першою в США системою ЛРТ. На червень 2018 року в місті 3 лінії та 54 станції.

## Уродженці
- В. С. Ван Дайк (1889—1943) — американський кінорежисер і письменник.
- Роберт Дюваль (* 1931) — американський актор та режисер.
- Джефрі Льюїс (1935—2015) — американський характерний актор.
- Маргарет О'Браєн (*1937) — американська акторка.
- Тамі Олдхам-Ашкрафт (* 1960) — американська письменниця, морячка.